# Lijst van burgemeesters van Wissenkerke
Dit is een lijst van burgemeesters van de voormalige Nederlandse gemeente Wissenkerke (vroeger ook wel Wissekerke) tot die gemeente op 1 januari 1995 fuseerde met Kortgene tot de nieuwe gemeente Noord-Beveland.
| Ambtsperiode | Naam burgemeester              | Partij of stroming | Bijzonderheden                               |
| ------------ | ------------------------------ | ------------------ | -------------------------------------------- |
| 1795 - 1816  | Willem Lodewijk Vader          |                    |                                              |
| 1816 - 1820  | Louis Wisse                    |                    |                                              |
| 1820 - 1842  | P. Tazelaar                    |                    |                                              |
| 1842 - 1853  | A. de Moor                     |                    |                                              |
| 1853 - 1873  | Jacobus Hendrik Lodewijk Vader |                    | zoon van W.L. Vader                          |
| 1873 - 1894  | Willem Johannes Vader          |                    | zoon van zijn voorganger                     |
| 1895 - 1912  | Dirk Jan Helderman             | CHU                |                                              |
| 1913 - 1917  | Henri Gijsbert van Kempen      |                    |                                              |
| 1917 - 1932  | M.J. Verhorst                  |                    |                                              |
| 1932 - 1945  | Jacob Geuze                    | ARP                |                                              |
| 1945         | A.A. Schuit                    |                    | waarnemend, tevens burgemeester van Kortgene |
| 1945 - 1946  | Marijn (M.) Vogelaar           | CHU                | waarnemend                                   |
| 1946 - 1954  | J.J. van der Maas              | ARP                |                                              |
| 1955 - 1962  | Joost (J.) van Halst           | CHU                | vanaf 1961 waarnemend                        |
| 1962 - 1995  | Pieter (P.) Wisse              | CHU / CDA          | vanaf december 1992 waarnemend               |